# Por qué no me comprendes?
«Por qué no me comprendes?» es una canción grabada por el cantante y compositor mexicano Kevin Kaarl. La canción fue escrita por él mismo y producida por Kaarl junto Chris Coady, David Muntuy y Carlos Emilio Fajardo Ruiz. Se lanzó al mercado musical el 2 de septiembre de 2022 y está incluida dentro de su segundo álbum de estudio París, Texas, como el tercer track.La canción obtuvo más de 2 millones de visualizaciones en YouTube.

## Video musical
No se lanzó ningún videoclip oficial para esta canción, sin embargo un vídeo con el audio fue publicado el 1 de septiembre de 2022 en el canal de Youtube de Kaarl y cuenta con más de 2 millones de reproducciones.

## Lista de canciones

### Descarga digital
| Por qué no me comprendes? — Single |                             |                                |          |  |
| N.º                                | Título                      | Escritor(es)                   | Duración |  |
| 1.                                 | «Por qué no me comprendes?» | Kevin Eduardo Hernández Carlos | 5:17     |  |